# جنگ زن و مرد (فیلم ۱۹۵۹)
جنگ زن و مرد (انگلیسی: The Battle of the Sexes) یک فیلم کمدی با کارگردانی چارلز کریچتون و بازیگری پیتر سلرز است که در سال ۱۹۵۹ ساخته شد.
حقوق اولیه فیلمنامهٔ این فیلم، متعلق به شرکت «هچ هیل لنکستر» بود و آنها می‌خواستند بیلی وایلدر آن را کارگردانی کند؛ اما در نهایت، حقِ تولیدِ آن را واگذار کردند. وقتی در سال ۱۹۶۰، فیلم پخش گردید، منتقدان روزنامهٔ نیویورک تایمز نقدهای مثبتی بر آن نوشتند.